# Cluse Krings
Cluse Krings (* 1959 in Aachen) ist ein deutscher Autor, Theatermann, Anthropologe und Journalist.

## Leben
Krings studierte Ethnologie (Social Anthropology) und Amerikanistik an der Freien Universität Berlin. Parallel dazu absolvierte er von 1979 bis 1981 eine Ausbildung in Darstellender Kunst bei Cornelia und Vladimir Rodczianko, Michel Richard vom Théâtre de la Gronde und Mitgliedern des Living Theater, New York.
In den Jahren 1981 und 1982 war er mit anderen für die Veranstaltungsorganisation, Öffentlichkeitsarbeit und Theaterproduktion im Kunst- und Kultur-Centrum Kreuzberg (K.u.Ku.C.K) der Berliner Hausbesetzerbewegung zuständig. Gleichzeitig war er Gründer und Regisseur des Theaterprojekts Paradis-o-Plastico in Aachen, das zusammen mit der Band Fleurs du Mal das so genannte „Assoziative Bildertheater“ entwickelte.
1984 bis 1989 arbeitete er als Regieassistent am Teatro de la Riereta in Barcelona.
Nach der Rückkehr nach Berlin im Frühjahr 1989 gründete er zusammen mit Wiglaf Droste die Höhnende Wochenschau. In diesem Rahmen erfolgten bis 1991 sechzig Aufführungen im Schauplatz-Theater, Flöz, Kino Eiszeit, Haus der jungen Talente, davon 45 Premieren. Es folgte auf Einladung des Kulturministeriums eine Tournee durch die DDR. Zusammen mit den übrigen Mitgliedern des Ensembles veröffentlichte er den Textband der Höhnenden Wochenschau unter dem Titel Das kleine Gezeter gegen das große.
Daneben arbeitete er als Freier Journalist für die die tageszeitung (taz), die Berliner Stadtmagazine TIP und Zitty, Neues Deutschland, Radio Brandenburg, die Wochenzeitung Der Freitag und den SFB. Anschließend Regie und Libretto zur Flamenco-Jazz-Show Orquesta BLAU, Freitags PowWow für die Wochenzeitung Freitag in der Berliner Volksbühne und 2003 Wiederaufnahme der Höhnenden Wochenschau täglich zum Fortgang des Iraq-Kriegs.
Nach mehrjähriger Feldforschung in Spanien und dem Nahen Osten veröffentlichte Cluse Krings die zweiteilige Roman-Biographie über Abd ar-Rahman I. unter den Titeln Die vier Spiegel des Emirs von Córdoba (2008) und Der vierte Spiegel (2018)
. Dieser erste Emir von Córdoba legte den Grundstein für „Das Wunder von al-Andalus“ (Georg Bossong), das Zusammenleben von Juden, Christen und Muslimen unter Arabischer Vorherrschaft, das die erste Hochkultur des europäischen Mittelalters hervorbrachte. 
Zwischen 2011 und 2013 erarbeitete er den Soundtrack für das Hörbuch Der Emir von Córdoba mit den Berliner Musikern Martin Klingeberg und Christian Kögel, dem Multiinstrumentalisten Nasser Kilada, Kairo sowie Rafael Fafi Molina, Josè Mateo, Antonio López, Manuel González, Moisés Santiago und Sensi Falán aus Almería. 2014 erschienen zeitgleich das Hörbuch und ein Album mit einer Musikauskopplung des Hörbuchs unter dem Titel New Andalusian Music.
Mitte der 2010er Jahre nutzte Cluse Krings seine Erfahrungen aus mehr als 20-jähriger Forschung zum aufgeklärten Islam Andalusiens für die Arbeit mit jungen Flüchtlingen. Er hielt Vorträge über den Umgang von Therapeuten und Ärzten mit Menschen aus fremden Kulturen. Dabei vertrat er die These, dass die zunehmend ablehnende Haltung gegenüber Flüchtlingen in Teilen der Bevölkerung von Politik und Medien systematisch erzeugt werde.
Im Kontext der Corona-Pandemie veröffentlichte Krings eine Reihe von Artikeln, die die Gefährlichkeit des Corona-Virus oder die Wirksamkeit von Maßnahmen in Frage stellen. Auszug: „Seit Monaten erleben wir eine »Pandemie« von mehr als ungeklärter Gefährlichkeit. Und ein chaotisches Hin-und-her regierungsseitiger Verlautbarungen und Verordnungen. Die Mainstream-Medien überbieten sich in sklavischem Gehorsam und plappern die immer unverständlicher werdende Kakophonie der Herrschenden nach. Die neueste Wendung ist nun, all jene, die ihre wirtschaftliche Existenz, ihre physische und psychische Gesundheit durch kopflose Bestimmungen und Anweisungen gefährdet sehen und von ihrem Recht auf freie Meinungsäußerung Gebrauch machen, zu verleumden. »Divide et impera«, teile und herrsche, war bereits im alten Rom ein gängiges Unterdrückungsprinzip.“
Im November 2021 wies er darauf hin, dass im Hintergrund der großen Aufregung um COVID-19 die "Chefin der Europäischen Zentralbank (EZB) … sämtliche Sicherheitsvorkehrungen, die nach dem großen Banken-Zusammenbruch 2008/2009 eingeführt worden waren, wieder rückgängig gemacht" habe. "Damit dieses … Vorgehen nicht allzu publik wird, wurde es gar nicht erst im offiziellen Bulletin der EZB veröffentlicht, sondern klammheimlich auf einer untergeordneten Webseite. Damit würde den Banken durch die „Krise“ geholfen, verlautete von Madame Lagarde.
In einem Interview im Rahmen der Sendereihe „Narrative“ mit dem Dokumentarfilmer Robert Cibis erläuterte Krings, wie historische Ereignisse auf Geschichts- und Erklärungsmythen reduziert werden – ganz allgemein und auch bezogen auf die Covid-19-Erkrankung.
2021 erschien "Vom Untergang der Moderne - Droht uns ein neues Mittelalter?" Darin entwickelte Krings die These, dass sowohl die Entstehung der Moderne als auch ihr Untergang ein langwieriger Prozess war, der so graduell ablief, dass er von den Zeitgenossen kaum wahrgenommen wurde.
Krings hält Vorträge über die Geschichte Spaniens und Andalusiens in Deutschland und Spanien.
Cluse Krings lebt und arbeitet in Berlin, München und Almería.

## Veröffentlichungen
- Die vier Spiegel des Emirs von Córdoba. HWS-Verlag, Berlin 2008, ISBN 978-3-00-022208-5. (auch als E-Book, ISBN 978-3-00-026761-1)
- Der vierte Spiegel[12]. HWS-Verlag München 2018, ISBN 978-3-9816511-2-6.
- Der Emir von Córdoba (Hörbuch), HWS-Verlag München 2014, EAN 978 3 981 65110 2[13]
- New Andalusian Music[14] (CD), HWS-Verlag München 2014, EAN 428 0000 78601 2
- Vom Untergang der Moderne - Droht uns ein neues Mittelalter? HWS-Verlag, München 2021, ISBN 978-3-9816511-3-3